# Pidzamtche (Lviv)
Pour les articles homonymes, voir Pidzamtche.
Pidzamtche (ukrainien : Підзамче) est un quartier historique de la ville de Lviv, en Ukraine. Il se situe dans le raion de Chevtchenkivskyï, l'une des six subdivisions administratives de Lviv.

## Architecture et bâtiments remarquables
Les origines de Pidzamtche remontent à la fin du Moyen Âge. Elle est l'une des parties les plus anciennes de la ville. La ville comptait au XVIIIe siècle et XIVe siècle dix églises et monastères orthodoxes, trois églises arméniennes, deux cathédrales catholiques, une mosquée et une synagogue. Seuls cinq de ces lieux de culte existent.

## Transport
En 1880, le quartier est desservi par l'une des premières lignes du tramway de Lviv, alors à traction hippomobile. La ville est desservie par la ligne 6 du tramway.
La gare de Pidzamtche, construite en 1869, reliait Lviv à la ville de Brody, sous l'Empire russe. Aujourd'hui, la gare de Pidzamtche est principalement utilisée par des lignes de trains de banlieue.